# Stuart Turner
Sidney Marmaduke Stuart Turner (1869 – abril de 1938) va ser un enginyer anglès. Va ser el fundador de l'empresa Stuart Turner Ltd.

## Biografia
Turner va néixer a Shepherd's Bush, Londres el 1869. Poc se sap de la seva infància o adolescència, tot i que se sap que les ambicions de la seva família per a ell no incloïen ser enginyer.
Després d'una sèrie d'altres treballs, inclòs un aprenentatge a la construcció de motors marins Clyde, un període al mar i treballant com a enginyer a l'illa de Jersey (on va instal·lar una planta de generació d'electricitat), Turner va obtenir feina el 1897 encarregant-se de la planta de generació de vapor a Shiplake Court . prop de Henley-on-Thames, Anglaterra. En aquells dies l'electricitat de la xarxa era rara i, per tant, la majoria de les cases grans tenien les seves pròpies centrals de generació d'electricitat.
Va ser mentre treballava a Shiplake que Turner va dissenyar el seu model de motor de vapor número 1. Va dibuixar els patrons que després va enviar per ser llançat. Al seu retorn els va mecanitzar i muntar i aviat va mostrar el model acabat en una exposició local. Després es va acostar a Percival Marshall, l'editor de la revista Model Engineer, que va escriure un article sobre el motor. Aquesta cobertura va comportar una resposta immediata i les comandes de conjunts de peces de fosa es van inundar, i es va establir un negoci el 1898. El 1903 se li va unir al negoci Alexander Frederick (Alec) Plint, amb qui havia treballat a Jersey i es va formar en enginyeria elèctrica. Aquest negoci va produir una barreja inusual de petits motors principalment de dos temps utilitzats en vaixells, generadors, així com models de motors i peces de fosa destinats al mercat de l'enginyeria de models. També van fabricar breument una motocicleta i el torn Stuart, i finalment una gamma de bombes centrífugues. El nom Stuart Turner és homònim de petits models de motors i màquines de vapor de mida mitjana de gran qualitat, i molts d'aquests models incloent-hi els models de combustió interna més rars són molt buscats pels col·leccionistes.
L'empresa Stuart Turner Ltd. es va establir el 1906 a Henley-on-Thames.

## Mort
Stuart Turner va deixar l'empresa l'any 1920 i va marxar a Sud-àfrica. Va tornar a Southend per retirar-se i va morir l'abril de 1938.